# Seis Naciones Femenino 2010
El Seis Naciones Femenino de 2010 fue la decimoquinta edición del principal torneo de rugby femenino europeo.

## Participantes
- Escocia
- Francia
- Gales
- Inglaterra
- Irlanda
- Italia

## Clasificación
| Pos. | País       | Partidos | Partidos | Partidos  | Partidos | Anotación | Anotación | Anotación  | Puntos |
| Pos. | País       | Jugados  | Ganados  | Empatados | Perdidos | A favor   | En contra | Diferencia | Puntos |
| ---- | ---------- | -------- | -------- | --------- | -------- | --------- | --------- | ---------- | ------ |
| 1    | Inglaterra | 5        | 5        | 0         | 0        | 156       | 15        | +141       | 10     |
| 2    | Francia    | 5        | 3        | 0         | 2        | 97        | 47        | +50        | 6      |
| 3    | Irlanda    | 5        | 3        | 0         | 2        | 69        | 52        | +17        | 6      |
| 4    | Escocia    | 5        | 1        | 1         | 3        | 31        | 108       | -77        | 3      |
| 5    | Italia     | 5        | 1        | 1         | 3        | 44        | 129       | -85        | 3      |
| 6    | Gales      | 5        | 1        | 0         | 4        | 49        | 95        | -46        | 2      |

## Resultados
| 5 de febrero | Irlanda | 22 - 5 | Italia |  |  |

| 6 de febrero | Inglaterra | 31 - 0 | Gales |  |  |

| 6 de febrero | Escocia | 10 - 8 | Francia |  |  |

| 12 de febrero | Francia | 19 - 9 | Irlanda |  |  |

| 13 de febrero | Italia | 0 - 41 | Inglaterra |  |  |

| 14 de febrero | Gales | 28 - 12 | Escocia |  |  |

| 28 de febrero | Inglaterra | 22 - 5 | Irlanda |  |  |

| 28 de febrero | Italia | 6 - 6 | Escocia |  |  |

| 28 de febrero | Gales | 3 - 15 | Francia |  |  |

| 12 de marzo | Irlanda | 18 - 3 | Gales |  |  |

| 13 de marzo | Francia | 45 - 14 | Italia |  |  |

| 13 de marzo | Escocia | 0 - 51 | Inglaterra |  |  |

| 19 de marzo | Francia | 10 - 11 | Inglaterra |  |  |

| 19 de marzo | Irlanda | 15 - 3 | Escocia |  |  |

| 21 de marzo | Gales | 15 - 19 | Italia |  |  |

| Bandera de Inglaterra |
| Campeón Inglaterra    |
| Décimo primer título  |